# Domek dla trzmieli
Domek dla trzmieli to specjalnie zaprojektowana skrzynka lęgowa lub ul przeznaczony dla trzmieli (gatunki z rodzaju Bombus) do gniazdowania i rozmnażania. Używany jest do zwiększania populacji trzmieli w przyrodzie, wspierania zapylania w ogrodach i rolnictwie oraz w celach edukacyjnych.
Trzmiele często gniazdują pod ziemią, w opuszczonych norach gryzoni lub wśród gęstej trawy. W ostatnich dekadach liczba trzmieli maleje z powodu utraty siedlisk, stosowania pestycydów i zmian klimatycznych. Budka dla trzmieli może pomóc w zapewnieniu dodatkowych miejsc do gniazdowania, wspierając lokalne populacje zapylaczy.
Domek dla trzmieli powinien mieć kształt prostopadłościanu o bokach około 17 cm oraz niewielki, dwucentymetrowy otwór wlotowy na przedniej ściance. Taka wielkość otworu jest odpowiednia dla owadów, a jednocześnie zapobiega zajęciu skrzynki przez małe ptaki lub gryzonie.
Badania naukowców z Uniwersytetu w Stirling i Game and Wildlife Conservation Trust wskazują, że skuteczność budek lęgowych dla trzmieli wymaga dalszych badań. W ciągu czterech lat przetestowano 736 budek w różnych lokalizacjach w Anglii i Szkocji, z czego jedynie 3,1% zostało zasiedlonych przez trzmiele. 